# 12057 Альфредстурм
12057 Альфредстурм (1998 DK1, 1993 TV43, 12057 Alfredsturm) — астероїд головного поясу.
Тіссеранів параметр щодо Юпітера — 3,698.